# هانسل و گرتل (فیلم ۲۰۰۲)
هانسل و گرتل (انگلیسی: Hansel and Gretel) فیلمی در ژانر فانتزی و ماجرایی است که در سال ۲۰۰۲ منتشر شد. از بازیگران آن می‌توان به جیکوب اسمیت اشاره کرد.